# 神戸市交通局1100形電車
神戸市交通局1100形電車（こうべしこうつうきょく1100がたでんしゃ）は、神戸市交通局がかつて所有していた神戸市電の路面電車車両である。
神戸市電全廃後に広島電鉄に譲渡された。譲渡後については広島電鉄1100形電車を参照。

## 概要
750形に続く増備車として1954年に 1101-1103号の3両が神戸市交通局長田工場で製造された。
1954年製の3両は、乗客増に伴い、神戸市電の伝統であった前後扉がベースの車体から、大阪市電の車両で採用されている、前中扉の左右非対称の車体に変更され、また運転台横の扉に採用されていた折り戸も、この形式から引き戸に変更された。また全ての扉が自動扉となった。駆動方式に関しては直接制御・吊り掛け式と旧来の物が採用されたが、台車は住友金属製の新型台車FS62形を採用、車輪には弾性車輪を神戸市電では初めて使用した。なお、この3両が局工場では最後の製造車となった。
その後の増備に関しては1150形に移行したが、新機構過ぎたことで失敗し方針転換。1960年に1104,1105号の2両が川崎車輌で製造された。これらの車両は足回りに関しては1954年の3両と同じものが採用されたが、車体仕様に関しては1150形に近い仕様になり、側面窓上段や前面中央窓、乗降扉にHゴムが採用された。また神戸市電としては初めてZパンタグラフが採用された。この2両が、神戸市電最後の新造車になった。
1968年には全車大阪車輌工業にてワンマン改造された。1101, 1105 の2両は、ツーマンカー不足のために一時的に車掌が乗務してツーマン運転使用されていた時期もある。
全車とも、1971年3月の神戸市電全廃まで使用された。廃止翌日から順次広島電鉄に輸送され、整備終了したものから1100形として順次使用開始した。

## 保存
広島電鉄で最後まで残った1103号が、2003年3月に神戸市に里帰りし、市電和田車庫跡に建設された御崎公園にて保存されている。

## 各車状況
| 車番 | 竣工      | 製造所   | ワンマン改造 | 廃車      | 最終所属車庫 | 備考                              |
| ---- | --------- | -------- | ------------ | --------- | ------------ | --------------------------------- |
| 1101 | 1954年6月 | 長田工場 | 1968年       | 1971年3月 | 和田車庫     |                                   |
| 1102 | 1954年6月 | 長田工場 | 1968年       | 1971年3月 | 和田車庫     |                                   |
| 1103 | 1954年6月 | 長田工場 | 1968年       | 1971年3月 | 和田車庫     | 広島電鉄での廃車後 御崎公園で保存 |
| 1104 | 1960年6月 | 川崎車輌 | 1968年       | 1971年3月 | 和田車庫     |                                   |
| 1105 | 1960年6月 | 川崎車輌 | 1968年       | 1971年3月 | 和田車庫     |                                   |

廃車後、全車広島電鉄に譲渡（車番は神戸時代と同一）。